# Lubomír Wenzl
Lubomír Wenzl (* 23. září 1968 Rychnov nad Kněžnou) je český politik, ekonom a právník, od roku 2018 ředitel Nemocnice Kyjov, od října 2021 poslanec Poslanecké sněmovny PČR, od roku 2018 zastupitel obce Drnovice na Vyškovsku, člen hnutí ANO 2011.

## Život
Vystudoval Vysokou vojenskou školu pozemního vojska ve Vyškově i Panevropskou vysokou školu v Bratislavě (získal tituly Mgr. a Ing.). Působil u Policie ČR i Vojenské policie, radil poskytovatelům zdravotních služeb. Od 1. července 2018 zastává post ředitele Nemocnice Kyjov.
Lubomír Wenzl žije v obci Drnovice na Vyškovsku.

## Politické působení
Je členem hnutí ANO 2011, od července 2020 pak i šéfem krajské organizace hnutí v Jihomoravském kraji.
V komunálních volbách v roce 2014 kandidoval za hnutí ANO 2011 do Zastupitelstva obce Drnovice na kandidátce subjektu „Sdružení nezávislých kandidátů "ZA OBEC KRÁSNĚJŠÍ - ANO", ale neuspěl“. Zvolen byl až ve volbách v roce 2018 jako člen hnutí ANO 2011 a lídr kandidátky subjektu „ANO 2011 - ZA OBEC KRÁSNĚJŠÍ“. V komunálních volbách v roce 2022 kandidoval do Zastupitelstva obce Drnovice jako lídr kandidátky subjektu „ANO 2011 – ZA OBEC KRÁSNĚJŠÍ“. Mandát zastupitele obce se mu podařilo obhájit.
V krajských volbách v roce 2016 kandidoval za hnutí ANO 2011 do Zastupitelstva Jihomoravského kraje, ale neuspěl. Ve volbách do Senátu PČR v roce 2020 kandidoval za hnutí ANO 2011 v obvodu č. 57 – Vyškov. Se ziskem 14,68 % hlasů skončil na 4. místě.
Ve volbách do Poslanecké sněmovny PČR v roce 2017 kandidoval za hnutí ANO 2011 v Jihomoravském kraji, ale neuspěl (stal se však prvním náhradníkem). Ve volbách do Poslanecké sněmovny PČR v roce 2021 kandidoval za hnutí ANO 2011 na 6. místě kandidátky v Jihomoravském kraji. Získal 1 967 preferenčních hlasů a stal se poslancem.
Ve sněmovních volbách v roce 2025 kandiduje na 7. místě kandidátní listiny hnutí ANO v Jihomoravském kraji.